# Banco Condal
El Banco Condal fue una institución financiera de Barcelona, España, heredera de la Banca Rosés, cuyos orígenes se remontan a 1837. Cesó su actividad en 1984, tras haber sido expropiada por el Estado a raíz del caso Rumasa.

## Historia
La familia Rosés constituyó la entidad en Barcelona, en 1837, como Rosés y Compañía. En 1930 se convirtió en sociedad anónima como Banca Rosés. En diciembre de 1957, tras un cambio en el accionariado, se transformó en Banco Condal, con Enrique Santamaria como presidente y Francisco Ràfols en la vicepresidencia.
En 1965 abrió la primera agencia urbana en Barcelona. En 1966 se produjo un nuevo movimiento accionarial, con la salida de Santamaria y Ràfols, que vendieron sus participaciones a los socios del grupo inmobiliario Spai: Manuel Grau Villa, que se convirtió en consejero delegado, y Miguel Vall Bragulat, yerno del entonces alcalde de Barcelona, José María de Porcioles. Con ellos también ingresaron en el consejo de administración Juan Bartolí, marqués de la Foronda; José María de Muller, presidente de la Diputación de Barcelona; Juan Bautista Beltrán Flórez, teniente alcalde de Barcelona; y Guillermo Bueno Hencke, delegado de servicios del Ayuntamiento de Barcelona, que fue nombrado presidente del consejo. En esa época se consideró al Banco Condal como el brazo financiero del alcalde Porcioles.
A principios de los años 1970 el Condal inició un período de expansión. En 1971 se hizo con un paquete mayoritario de acciones del Banco Peninsular de Madrid. En 1973 adquirió el control de un banco en la República Dominicana -Banco Condal Dominicano-, promovió sin éxito la creación del Banco de Tarragona y aumentó su red a 16 oficinas.
En diciembre de 1974 el empresario jerezano José María Ruiz Mateos, adelantándose a Banca Catalana, compró el Banco Condal, que pasó a formar parte del grupo de bancos de Rumasa. En los años siguientes la entidad continuó su expansión territorial, contando con 89 oficinas en 1977.
El 23 de febrero de 1983, el Consejo de Ministros del Gobierno de España decretó la expropiación forzosa de Rumasa, alegando múltiples irregularidades en los bancos y sociedades del grupo. Un año después de la intervención, las 16 entidades financieras del grupo Rumasa fueron reprivatizadas, excepto en el caso del Banco Condal, que se vio abocado a la desaparición, según la Asociación Española de Banca Privada, "por su compleja estructura y la nula complementariedad de su red". La entidad contaba por entonces con 92 oficinas, radicadas la mayor parte en la provincia de Barcelona, 836 empleados, 30.201 millones de pesetas en recursos ajenos y 59.244 millones en activos. La red de oficinas y la plantilla se repartió entre una docena de bancos privados españoles: Banesto, Central, Hispano Americano, Bilbao, Vizcaya, Santander, Popular Español, Sabadell, Pastor, Zaragozano, Herrero y March. El pasivo se repartió entre el Banco de Bilbao (38,2%), Central (30%), Banesto (12,5%), Santander (10%) e Hispano (9,2%). Tras el desmembramiento, la personalidad jurídica del banco quedó extinguida el 1 de agosto de 1984.